# 粟特回鹘
粟特回鹘（1016年-1032年），政权名，定都姑臧，大中祥符九年（1016年），回鹘集中兵力进攻占凉州，杀死党项军队的首领苏守信，夺取了凉州城的控制权，这部分来凉州的被称为粟特回鹘。直到明道元年（1032年），在西夏未来的皇帝李元昊的围攻下，凉州才再次陷落。至此，凉州（武威）落入了西夏政权的手中。

## 历史沿革
北宋大中祥符九年（1016年），回鹘集中兵力进攻占凉州，杀死党项军队的首领苏守信，夺取了凉州城的控制权，这部分来凉州的回鹘人在敦煌文书中被称为粟特回鹘。
北宋明道元年（1032年），在西夏未来的皇帝李元昊的围攻下，凉州才再次陷落。至此，凉州（武威）落入了西夏政权的手中，至此凉州的粟特回鹘统治凉州彻底结束。